# Safiyya Zaghlul

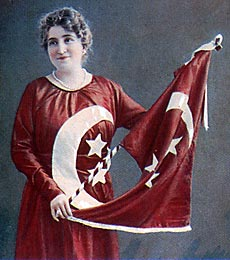
Safiyya Zaghlul (1930er Jahre)

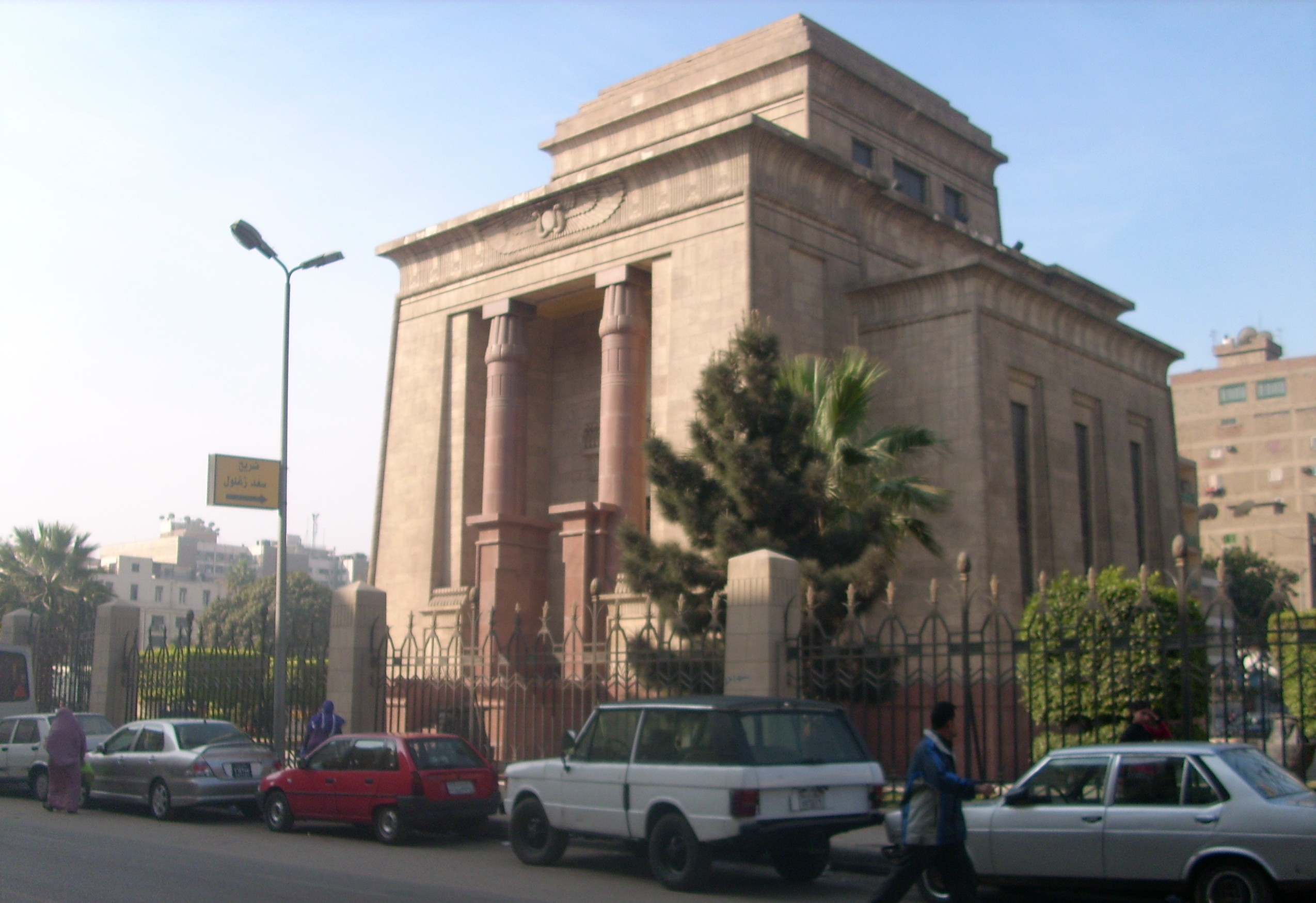
Das Mausoleum von Safiyya und Saad Zaghlul in Kairo

Safiyya Zaghlul, auch Safeya Zaghloul, arabisch صفية زغلول, DMG Ṣafiyya Zaġlūl (geboren 1876; gestorben 12. Januar 1946), war eine ägyptische Politikerin. Sie gehörte zu den Anführern der Wafd-Partei, die für die Unabhängigkeit des Landes von Großbritannien kämpfte.

## Biographie
Safiyya Zaghlul entstammte der ägyptischen Oberschicht. Sie war eine Tochter des Politikers Mustafa Fahmi Pascha, der zwischen 1891 und 1893 sowie von 1895 bis 1908 Premierminister des Khedivat Ägypten war. 1896 heiratete sie Saad Zaghlul, der ebenfalls Politiker war und im Jahre 1924 für rund zehn Monate das Amt des Premierministers innehatte.
Während der Revolution 1919 führte Safiyya Zaghlul gemeinsam mit Hudā Schaʿrāwī Demonstrationen von Frauen aus der ägyptischen Oberschicht an, die die Unabhängigkeit des Landes vom Britischen Empire forderten. 1924 wurde ihr Mann auf die Seychellen verbannt, nachdem der britische Generalgouverneur Sir Lee Stack dem Attentat eines Nationalisten zum Opfer gefallen war. Safiyya Zaghlul gab eine Erklärung ab, die von ihrem Sekretär bei einer Massenkundgebung rund um ihr Haus Bait al-Umma (Haus der Nation) im Kairoer Stadtteil al-Munira verlesen wurde: „Wenn die brutalen englischen Truppen Saad und seine Zunge verhaftet haben, dann lässt seine Frau und Lebenspartnerin Gott und das Heimatland bezeugen, dass sie ihren großen Ehemann ersetzen wird … und dass sie sich selbst als Mutter all derer betrachtet, die um der Freiheit willen den Kugeln zum Opfer fielen.“ Seit diesem Tag ist Zaghlul als Umm al-Misriyyin (Mutter der Ägypter) bekannt und wurde laut der Nahosthistorikerin Beth Baron zu einem festen Bestandteil der revolutionären ägyptischen Identität. Zudem fanden in ihrem Haus regelmäßig Treffen der Wafd-Politiker statt.
1926 kehrte Saad Zaghlul nach Ägypten zurück. Seine Frau blieb nach dem Tod ihres Mannes im Jahre 1927 politisch aktiv, obwohl sie vom ägyptischen Premierminister Ismail Sidqi Pascha aufgefordert wurde, ihr Engagement einzustellen. Sie wurde eine zentrale Figur der Wafd-Partei und Vorsitzende der Frauenliga der Partei, als welche sie sich für die politischen Rechte von Frauen in Ägypten einsetzte. Nach der Spaltung der Partei 1937 zog sie sich aus dem politischen Leben zurück. Sie starb 1946 und ist gemeinsam mit ihrem Mann in einem monumentalen Mausoleum bestattet, das die Witwe in den 1930er Jahren in neo-pharaonischen Stil neben dem Bait al-Umma hatte errichten lassen.
In Ägypten sind mehrere Straßen und Schulen nach Safiyya Zaghlul benannt. Das Bait al-Umma dient als Museum; die Räume blieben seit den 1930er Jahren unverändert.